# Gudrun Nyberg
Gudrun Nyberg, född 1942, är en läkare och medicinsk forskare inom endokrinologi och författare i Göteborg. Hon har tagit fram bokserien Hundra år i Göteborg som i flera olika böcker tar upp olika delar av Göteborgs historia de senaste 100 åren. Projektet har sin bakgrund i planen på att ge ut böcker om stadens historia till Göteborgs 400-årsjubileum, ett projekt som ställdes in på grund av att det inte blev finansierat. Nyberg arbetade då själv vidare på egen hand. Hon har engagerat andra författare och fått fram finansiering från stiftelser för att kunna trycka böckerna.
Nyberg disputerade 1976 vid Göteborgs universitet och var före sin pensionering verksam som adjungerad professor vid Sahlgrenska akademin.
2009 skrev hon boken Doktor Carlander i praktiken om Christofer Carlander.